# ماكسيميليانو كالزادا
ماكسيميليانو كالزادا (بالإسبانية: Maximiliano Calzada)‏ (21 أبريل 1990 مونتفيدو الأوروغواي - ) هو لاعب كرة قدم أوروغواني، يلعب كلاعب وسط، شارك في الألعاب الأولمبية الصيفية 2012.

## روابط خارجية
- ماكسيميليانو كالزادا على موقع الاتحاد الدولي (مؤرشف)  (الإنجليزية)
- ماكسيميليانو كالزادا على موقع قاعدة بيانات كرة القدم.إي يو (الإنجليزية)
- ماكسيميليانو كالزادا على موقع Soccerway.com (الإنجليزية)
- ماكسيميليانو كالزادا على موقع أوليمبيديا (الإنجليزية)